# منتخب تاهيتي لكرة القدم الشاطئية
منتخب تاهيتي لكرة القدم الشاطئية (بالفرنسية: Équipe de Tahiti de football de plage) هو ممثل فرنسا الرسمي في المنافسات الدولية في كرة قدم شاطئية ، يديريه اتحاد تاهيتي لكرة القدم.